# 44-й гвардійський танковий полк (СРСР)
44-й гвардійський танковий Бердичівський ордена Леніна, Червонопрапорний, орденів Суворова, Кутузова, Богдана Хмельницького, Червоної Зірки, Сухе-Батора, Бойового Червоного Прапора Монгольської Народної Республіки полк імені Сухе-Батора (44 гв. ТП) — військове формування у складі сухопутних військ Збройних сил СРСР.

## Історія

### 112-та танкова дивізія
112-та танкова дивізія була створена в серпні 1941 року на базі 112-го танкового полку 239-ї моторизованої дивізії 30-го механізованого корпусу та інших частин Далекосхідного фронту.

### 112-та танкова бригада
112-та танкова бригада сформована на базі 112-ї танкової дивізії в період з 3 січня по 20 лютого 1942 року. Переформування відбувалося в процесі бойових дій. 19 лютого року бригада виведена у резерв Західного фронту в район Мосальська (Калузька область), обороняла тиловий рубіж і займалася бойовою підготовкою. 5 березня бригада увійшла до складу військ 50-ї армії і вела бойові дії на північний захід від Мосальська. 27 квітня бригада виведена в резерв Західного фронту, де перейшла на нові штати.
17 травня 1942 року бригада увійшла в підпорядкування 10-ї армії Західного фронту в районі Труфаново. 25 червня бригада прибула в район Кудринської, де вступила в розпорядження 16-ї армії. 13 липня виведена з бою у резерв 16-ї армії в район на південний захід від Козельська. 20 листопада бригада передала матеріальну частину 6-ї гвардійській танковій бригаді і була виведена в резерв Західного фронту на південний захід від Можайська на доукомплектування.
25 грудня 1943 року бригада прибула у Наро-Фомінськ в розпорядження Московського автобронетанкового центру і увійшла до резерву Ставки ВГК.
12 січня 1943 року матеріальна частина бригади поповнилася танковою колоною «Революційна Монголія» (34 танки Т-34 і 21 танк Т-70), створеної на кошти Монгольської Народної Республіки. Для вручення цих танків приїхала делегація на чолі з Х. Чойбалсаном.
З 1 по 4 лютого 1943 року бригада передислокувалася в район Осташков, де увійшла в підпорядкування 1-ї танкової армії Північно-Західного фронту. Разом з іншими частинами армії була перекинута в район Теляткіно (Псковський напрямок). 27 березня перекинута в район північніше Обояні (Курська область), увійшовши до складу 6-го танкового корпусу Воронезького фронту. З 6 липня вела бойові дії.
7 вересня 1943 року бригада вийшла зі складу 1-ї танкової армії і в складі корпусу увійшла в оперативне підпорядкування 40-ї армії в районі західніше Лебедяні (Липецька область). Проте вже 20 вересня у складі корпусу прибула в район Суми, де знову увійшла до складу 1-ї танкової армії і в її складі виведена в резерв Ставки ВГК на доукомплектування і переведення на нові штати.

### 44-та гвардійська танкова бригада
Наказом НКО № 306 від 23.10.1943 року 112-та танкова бригада перетворена в 44-ту гвардійську танкову бригаду. У складі 11-го гвардійського танкового корпусу 1-ї танкової армії (з 25.04.1944 року — 1-ї гвардійської танкової армії) воювала на 1-му Українському та 1-му Білоруському фронтах.
Бригада брала участь у Житомирсько-Бердичівській (з 24.12.1943 по 14.01.1944), Проскурівсько-Чернівецькій (з 04.03.1944 по 17.04.1944), Львівсько-Сандомирській (з 13.07.1944 по 29.08.1944), Варшавсько-Познанській (з 14.01.1945 по 03.02.1945), Східно-Померанській (з 10.02.1945 по 04.04.1945) та Берлінській (з 16.04.1945 по 08.05.1945) наступальних операціях.

### 44-й гвардійський танковий полк
Після закінчення Другої світової війни у 1946 році 44-та гвардійська танкова бригада була переформована в 44-й гвардійський танковий полк. Полк залишився на території Німеччини у складі 11-ї танкової дивізії 1-ї гвардійської танкової армії Групи радянських окупаційних військ. Дислокувався в місті Кенігсбрюк (Саксонія).
У 1992 році полк виведений у місто Владимир, де був переформований у 44-й гвардійський навчальний танковий полк (в/ч 30616-8).
У 2015 році полк був розформований, його матеріальна частина передана до 467-го окружного навчального центру (м. Ковров, Владимирська область).

## Нагороди і почесні найменування
| Нагорода                                 | Номер і дата наказу (указу)                      | Короткий опис бойових заслуг |
| ---------------------------------------- | ------------------------------------------------ | --- |
| Бердичівський                            | 06.01.1944                                       | |
| Орден Леніна                             | Указ Президії Верховної Ради СРСР від 10.08.1944 | за зразкове виконання завдань командування в боях з німецькими загарбниками за оволодіння містами Перемишль і Ярослав та виявлені при цьому звитягу і мужність |
| Орден Червоного Прапора                  | Указ Президії Верховної Ради СРСР від 03.05.1942 | за зразкове виконання завдань командування на фронті боротьби з німецькими загарбниками та виявлені при цьому звитягу і мужність |
| Орден Суворова 2-го ступеня              | Указ Президії Верховної Ради СРСР від 05.04.1945 | за зразкове виконання завдань командування в боях з німецькими загарбниками при вторгненні в межі Бранденбурзької провінції та виявлені при цьому звитягу і мужність |
| Орден Кутузова 2-го ступеня              | Указ Президії Верховної Ради СРСР від 26.04.1945 | за зразкове виконання завдань командування в боях з німецькими загарбниками при прориві оборони німців на схід від міста Штаргард і оволодінні містами Бервальде, Темпельбург, Фалькенбург, Драмбург, Вангерін, Лабес, Фрайенвальде, Шіфельбайн, Регенвальде, Керлін та виявлені при цьому звитягу і мужність |
| Орден Богдана Хмельницького 2-го ступеня | Указ Президії Верховної Ради СРСР від 08.04.1944 | за зразкове виконання завдань командування в боях за визволення міста Чернівці та виявлені при цьому звитягу і мужність |
| Орден Червоної Зірки                     | Указ Президії Верховної Ради СРСР від 18.04.1944 | за зразкове виконання завдань командування в боях з німецькими загарбниками у передгір'ях Карпат, вихід на південно-західний державний кордон СРСР та виявлені при цьому звитягу і мужність |
| Орден Сухе-Батора                        | 1964 рік                                         | |
| Орден Червоного Прапора                  | Указ Президії Малого Хуралу МНР від 18.01.1944   | |
| імені Сухе-Батора                        | 1964 рік                                         | |

## Герої Радянського Союзу
1. Бенберін Василь Митрофанович — гвардії лейтенант, командир танка 44-ї гвардійської танкової бригади.
2. Борідько Федір Петрович — гвардії майор, командир танкового батальйону 44-ї гвардійської танкової бригади.
3. Виноградов Григорій Аркадійович — гвардії лейтенант, командир танка 44-ї гвардійської танкової бригади.
4. Гусаковський Йосип Іраклійович — гвардії полковник, командир 44-ї гвардійської танкової бригади.
5. Днєпров Петро Олексійович — гвардії капітан, заступник командира танкового батальйону 44-ї гвардійської танкової бригади.
6. Іванов Олександр Петрович — гвардії капітан, заступник командира танкового батальйону 44-ї гвардійської танкової бригади.
7. Карабанов Олексій Олексійович — гвардії капітан, командир танкового батальйону 44-ї гвардійської танкової бригади.
8. Ковальський Антон Пилипович — # Кравченко Іван Хотович — гвардії лейтенант, командир танкового взводу 44-ї гвардійської танкової бригади.
9. Меньшиков Олександр Володимирович — гвардії лейтенант, командир взводу автоматників 44-ї гвардійської танкової бригади.
10. Никонов Костянтин Павлович — гвардії старший лейтенант, командир танкового взводу 44-ї гвардійської танкової бригади.
11. Орєхов Петро Іванович — гвардії майор, командир танкового батальйону 44-ї гвардійської танкової бригади.
12. Орликов Олександр Михайлович — гвардії старший лейтенант, командир танкової роти 44-ї гвардійської танкової бригади.
13. Петровський Георгій Семенович — гвардії лейтенант, командир танкового взводу 44-ї гвардійської танкової бригади.
14. Пинський Матвій Савелійович — гвардії майор, командир танкового батальйону 44-ї гвардійської танкової бригади.
15. Усанов Костянтин Якович — гвардії капітан, командир батальйону автоматників 44-ї гвардійської танкової бригади.
16. Юдін Віктор Степанович — гвардії старший лейтенант, заступник командира батальйону автоматників 44-ї гвардійської танкової бригади.